# Леопольд Гофманн
Леопольд Гофманн (нім. Leopold Hofmann, нар. 31 жовтня 1905, Відень — пом. 9 січня 1976) — австрійський футболіст, півзахисник.
Насамперед відомий виступами за клуб «Ферст Вієнна», а також національну збірну Австрії.
Дворазовий чемпіон Австрії. Володар Кубка Мітропи.

## Клубна кар'єра
У дорослому футболі дебютував 1924 року виступами за команду клубу «Ферст Вієнна», кольори якої і захищав протягом усієї своєї кар'єри гравця, що тривала цілих шістнадцять років. Одразу став гравцем основного складу команди, лідером півзахисту.
У 1926 році під керівництвом Ріхарда Кона команда посіла друге місце чемпіонату. Також клуб двічі виходив до фіналу національного кубку у 1925 і 1926 роках, обидва рази поступаючись команді «Аматоре» (пізніше — «Аустрія») з рахунком 1:3 і 3:4 відповідно. У тому ж 1926 році головним тренером «Вієнни» став колишній нападник команди Фердинанд Фрітум, що керуватиме командою до 1935 року. Під його тренерським началом команда почала здобувати трофеї. У 1929 році «Вієнна» стала лише сьомою у чемпіонаті, але вперше у своїй історії здобула кубок Австрії. У вирішальній грі «Вієнна» перемогла «Рапід» з рахунком 3:2, завдяки голам Гібіша, Герольда і Гшвайдля. Завдяки перемозі в кубку, клуб дебютував у кубку Мітропи влітку 1929 року. В чвертьфіналі «Вієнна» перемогла чемпіона Угорщини «Хунгарію» (4:1 і 1:0), але у півфіналі поступилась чемпіону Чехословаччини «Славії» — 3:2, 2:4.
У 1930 році «Вієнна» посіла третє місце у чемпіонаті і вдруге поспіль перемогла у національному кубку. У фінальній грі команда Гофманна перемогла з рахунком 1:0 «Аустрію» завдяки голу Фрідріха Гшвайдля на 77-й хвилині. Як володар кубка країни 1930 року, «Вієнна» взяла участь у двох міжнародних турнірах. На початку літа клуб зіграв у Кубку Націй, міжнародному турнірі, що відбувся влітку 1930 року в Женеві, організований місцевою командою «Серветт». Участь у Кубку Націй узяли діючі чемпіони або володарі кубків своїх країн, за винятком Іспанії. «Вієнна» перемогла швейцарський «Серветт» (7:0) і німецький «Фюрт» (7:1), у півфіналі поступилась чемпіону Чехословаччини «Славії» (1:3), а у матчі за третє місце вдруге переграла «Серветт» з рахунком 5:1 (Гофманн відзначився голом). В липні Леопольд також зіграв у кубку Мітропи, де його команда у першому раунді поступилась чехословацькій «Спарті» (1:2, 2:3).
У сезоні 1930/1931 «Вієнна» вперше у своїй історії завоювала титул чемпіона Австрії. Клуб на два очка випередив «Адміру» і на три «Рапід». У останньому турі для здобуття титулу команді потрібно було не програти в гостях «Аустрії». «Вієнна» перевиконала завдання, перемігши з рахунком 4:1. Загалом на рахунку Гофманна в тому сезоні участь в 16 матчах чемпіонату. Основу «Ферст Вієнни» складали: воротар Карл Горешовський, захисники Карл Райнер і Йозеф Блум, півзахисники Леопольд Гофманн, Віллібальд Шмаус, Отто Каллер і Леонард Маху, нападники Антон Брозенбауер, Йозеф Адельбрехт, Фрідріх Гшвайдль, Густав Тегель, Леопольд Марат і Франц Ердль.
Переможно виступила команда і у кубку Мітропи 1931 року. Клуб завершив змагання зі стовідсотковим показником у вигляді шести перемог у шести матчах. В чвертьфіналі «Вієнна» перемогла угорський «Бочкаї» (3:0 і 4:0, на рахунку Гофманна гол у першій грі). У півфінальних матчах клуб двічі переміг італійську «Рому» 3:2 і 3:1. У фіналі кубка зійшлись дві австрійських команди — чемпіон країни «Ферст Вієнна» і володар кубка ВАК, у складі якого виступав найсильніший австрійський воротар того часу Рудольф Гіден, а також інші австрійські зірки — Карл Сеста, Георг Браун, Гайнріх Мюллер та інші. У домашній грі «Вієнна» вирвала перемогу з рахунком 3:2 після автоголу захисника ВАКу Йоганна Бехера на 87-й хвилині гри. У матчі-відповіді команда Леопольда вдруге переграла суперника з рахунком 2:1 завдяки дублю у першому таймі нападника Франца Ердля.
Чемпіонат 1931/32 «Вієнна» завершила на другому місці, пропустивши вперед себе «Адміру». У кубку Мітропи клуб дістався півфіналу. В чвертьфіналі команда зустрічалась з угорським «Уйпештом». В першому матчі австрійці вдома перемогли 5:3, а матчі-відповіді досягнули прийнятного нічийного результату з рахунком 1:1. У півфіналі «Вієнна» зустрічалася з італійською «Болоньєю». Враховуючи те, що учасники другого півфіналу «Ювентус» (Турин) і «Славія» (Прага) були дискваліфіковані, переможець двобою між «Вієнною» і «Болоньєю» фактично ставав переможцем турніру. У першій грі в Італії господарі здобули перемогу з рахунком 2:0. У матч-відповіді у Відні нападник австрійців Франц Шенветтер відзначився голом на самому початку гри, але на більше команда не спромоглася, тому результат 1:0 на користь господарів приніс загальну перемогу італійській команді.
У сезоні 1932/33 «Ферст Вієнна» вдруге стала чемпіоном, а Гофманн зіграв в усіх 22-ох матчах турніру. У кубку Мітропи команда у першому раунді поступилась за сумою двох матчів італійській «Амброзіані-Інтер» (1:0, 0:4). У наступних сезонах Леопольд стабільно виступав у основі клубу, з яким у чемпіонаті завоював «срібло» і ще дві «бронзи». Виступав у матчах кубка Мітропи 1935, 1936 і 1937 років.
В 1937 році втретє у кар'єрі завоював кубок Австрії. Брав участь в усіх п'яти матчах турніру в тому числі у фіналі проти команди Вінер Шпорт-Клуб (2:0). Після приєднання Австрії до Німеччини грав у складі «Вієнни» в Гаулізі Остмарк у сезоні 1938-39 років.
Помер 9 січня 1976 року на 71-му році життя.

## Виступи за збірну
1925 року дебютував в офіційних матчах у складі національної збірної Австрії у грі проти збірної Чехословаччини (1:3). Гравцем основи команди був у 1927—1928 роках, після чого на деякий час перестав викликатись.
Повернувся в команду в 1930 році. Був учасником «Вундертіму» — диво-команди, що на початку 30-х років не мала собі рівних у Європі. Виграв з командою Кубок Центральної Європи 1931—1932 років.
У складі національної збірної Австрії був присутній в заявці збірної на чемпіонаті світу 1934 року в Італії, але на поле не виходив. У 1935—1936 роках у трьох матчах був капітаном збірної. Завершив виступи у національній команді двома матчами у 1937 році.
Крім того, Блум регулярно грав у складі збірної Відня. Враховуючи те, що всі найсильніші австрійські футболісти виступали у віденських клубах, збірна Відня була фактично тією ж збірною Австрії, тільки з більш розширеним списком гравців. І тренував команду той самий наставник — знаменитий Гуго Майсль. Також зіграв декілька матчів у складі збірної Австрія-Б.

## Титули і досягнення
| - Володар Кубка Мітропи (1): «Вієнна» (Відень): 1931 - Чемпіон Австрії (2): «Вієнна» (Відень): 1931, 1933 - Срібний призер чемпіонату Австрії (3): «Вієнна» (Відень): 1926, 1932, 1936 - Бронзовий призер чемпіонату Австрії (3): «Вієнна» (Відень): 1928, 1930, 1935, 1937 | - Володар Кубка Австрії (3): «Вієнна» (Відень): 1929, 1930, 1937 - Фіналіст Кубка Австрії (3): «Вієнна» (Відень): 1925, 1926, 1936 - Третє місце Кубка Націй (1): «Вієнна» (Відень): 1930 - Переможець Кубка Центральної Європи (1): Австрія: 1931–1932 - 2-е місце Кубка Центральної Європи (1): Австрія: 1927–1930 |

| Дата       | Місто    | Господарі      | Результат | Гості          | Турнір                             | Голи | Примітки        |
| ---------- | -------- | -------------- | --------- | -------------- | ---------------------------------- | ---- | --------------- |
| 24/05/1925 | Прага    | Чехословаччина | 3 – 1     | Австрія        | товариський матч                   | -    |                 |
| 10/04/1927 | Відень   | Австрія        | 6 – 0     | Угорщина       | товариський матч                   | -    |                 |
| 22/05/1927 | Відень   | Австрія        | 4 – 1     | Бельгія        | товариський матч                   | -    |                 |
| 29/05/1927 | Цюріх    | Швейцарія      | 1 – 4     | Австрія        | товариський матч                   | -    |                 |
| 18/09/1927 | Прага    | Чехословаччина | 2 – 0     | Австрія        | Кубок Центральної Європи 1927—1930 | -    |                 |
| 25/09/1927 | Будапешт | Угорщина       | 5 – 3     | Австрія        | Кубок Центральної Європи 1927—1930 | -    |                 |
| 08/01/1928 | Брюссель | Бельгія        | 1 – 2     | Австрія        | товариський матч                   | -    |                 |
| 06/05/1928 | Будапешт | Угорщина       | 5 – 5     | Австрія        | товариський матч                   | -    | 17'             |
| 23/03/1930 | Прага    | Чехословаччина | 2 – 2     | Австрія        | товариський матч                   | -    |                 |
| 14/05/1930 | Відень   | Австрія        | 0 – 0     | Англія         | товариський матч                   | -    |                 |
| 01/06/1930 | Будапешт | Угорщина       | 2 – 1     | Австрія        | товариський матч                   | -    |                 |
| 21/09/1930 | Відень   | Австрія        | 2 – 3     | Угорщина       | товариський матч                   | -    |                 |
| 12/04/1931 | Відень   | Австрія        | 2 – 1     | Чехословаччина | Кубок Центральної Європи 1931—1932 | -    |                 |
| 29/11/1931 | Базель   | Швейцарія      | 1 – 8     | Австрія        | Кубок Центральної Європи 1931—1932 | -    |                 |
| 20/03/1932 | Відень   | Австрія        | 2 – 1     | Італія         | Кубок Центральної Європи 1931—1932 | -    |                 |
| 24/04/1932 | Відень   | Австрія        | 8 – 2     | Угорщина       | товариський матч                   | -    |                 |
| 22/05/1932 | Прага    | Чехословаччина | 1 – 1     | Австрія        | Кубок Центральної Європи 1931—1932 | -    |                 |
| 23/10/1932 | Відень   | Австрія        | 3 – 1     | Швейцарія      | Кубок Центральної Європи 1931—1932 | -    |                 |
| 25/04/1934 | Відень   | Австрія        | 6 – 1     | Болгарія       | Відбір до ЧС 1934                  | -    |                 |
| 23/09/1934 | Відень   | Австрія        | 2 – 2     | Чехословаччина | Кубок Центральної Європи 1933—1935 | -    |                 |
| 07/10/1934 | Будапешт | Угорщина       | 3 – 1     | Австрія        | Кубок Центральної Європи 1933—1935 | -    |                 |
| 12/05/1935 | Відень   | Австрія        | 5 – 2     | Польща         | товариський матч                   | -    | Капітан команди |
| 6/10/1935  | Відень   | Австрія        | 4 – 4     | Угорщина       | Кубок Центральної Європи 1933—1935 | 1    | Капітан команди |
| 27/09/1936 | Будапешт | Угорщина       | 5 – 3     | Австрія        | Кубок Центральної Європи 1936—1938 | -    | Капітан команди |
| 24/01/1937 | Париж    | Франція        | 1 – 2     | Австрія        | товариський матч                   | -    |                 |
| 24/10/1937 | Прага    | Чехословаччина | 2 – 1     | Австрія        | Кубок Центральної Європи 1936—1938 | -    |                 |
| Усього     |          | Матчів         | 27        |                | Голів                              | 1    |                 |

### Статистика виступів за збірну Відня
| №  | Дата       | Місце проведення | Команда 1              | Рахунок | Команда 2              | Голи |
| -- | ---------- | ---------------- | ---------------------- | ------- | ---------------------- | ---- |
| 1  | 30.05.1926 | Краків           | Краків (Польща)        | 2:4     | Відень (Австрія)       |      |
| 2  | 16.06.1927 | Відень           | Вибір Австрії          | 1:1     | Вибір Чехословаччини   |      |
| 3  | 15.01.1928 | Париж            | Париж (Франція)        | 0:3     | Відень (Австрія)       |      |
| 4  | 15.09.1929 | Прага            | Прага (Чехословаччина) | 4:5     | Відень (Австрія)       |      |
| 5  | 13.04.1930 | Відень           | Відень (Австрія)       | 3:0     | Південна Німеччина     |      |
| 6  | 02.10.1932 | Відень           | Відень (Австрія)       | 6:0     | Будапешт (Угорщина)    |      |
| 7  | 09.04.1933 | Прага            | Прага (Чехословаччина) | 2:0     | Відень (Австрія)       |      |
| 8  | 17.09.1933 | Відень           | Відень (Австрія)       | 4:0     | Прага (Чехословаччина) |      |
| 9  | 11.02.1934 | Трієст           | Італія-Б               | 2:0     | Австрія-Б              |      |
| 10 | 24.03.1935 | Ліворно          | Італія-Б               | 0:0     | Австрія-Б              |      |
| 11 | 21.03.1937 | Віджевано        | Італія-Б               | 3:2     | Австрія-Б              |      |

### Статистика виступів уКубку Мітропи
| №                      | Розіграш               | Стадія                 | Дата та місце проведення | Команда 1              | Рахунок | Команда 2              | Голи |
| ---------------------- | ---------------------- | ---------------------- | ------------------------ | ---------------------- | ------- | ---------------------- | ---- |
| 1                      | 1929                   | 1/4                    | 23.06.1929 Будапешт      | Хунгарія (Будапешт)    | 1:4     | Ферст Вієнна           |      |
| 2                      | 1929                   | 1/4                    | 07.07.1929 Відень        | Ферст Вієнна           | 1:0     | Хунгарія (Будапешт)    |      |
| 3                      | 1929                   | 1/2                    | 18.08.1929 Відень        | Ферст Вієнна           | 3:2     | Славія (Прага)         |      |
| 4                      | 1929                   | 1/2                    | 28.08.1929 Прага         | Славія (Прага)         | 4:2     | Ферст Вієнна           |      |
| 5                      | 1930                   | 1/4                    | 12.07.1930 Прага         | Спарта (Прага)         | 2:1     | Ферст Вієнна           |      |
| 6                      | 1930                   | 1/4                    | 19.07.1930 Відень        | Ферст Вієнна           | 2:3     | Спарта (Прага)         |      |
| 7                      | 1931                   | 1/4                    | 27.06.1931 Відень        | Ферст Вієнна           | 3:0     | Бочкаї (Дебрецен)      | 64'  |
| 8                      | 1931                   | 1/4                    | 5.07.1931 Будапешт       | Бочкаї (Дебрецен)      | 0:4     | Ферст Вієнна           |      |
| 9                      | 1931                   | 1/2                    | 20.09.1931 Рим           | Рома (Рим)             | 2:3     | Ферст Вієнна           |      |
| 10                     | 1931                   | 1/2                    | 24.09.1931 Відень        | Ферст Вієнна           | 3:1     | Рома (Рим)             |      |
| 11                     | 1931                   | фінал                  | 8.11.1931 Цюрих          | Ферст Вієнна           | 3:2     | ВАК                    |      |
| 12                     | 1931                   | фінал                  | 12.11.1931 Відень        | ВАК                    | 1:2     | Ферст Вієнна           |      |
| 13                     | 1932                   | 1/4                    | 25.06.1932 Відень        | Ферст Вієнна           | 5:3     | Уйпешт (Будапешт)      |      |
| 14                     | 1932                   | 1/4                    | 29.06.1932 Будапешт      | Уйпешт (Будапешт)      | 1:1     | Ферст Вієнна           |      |
| 15                     | 1932                   | 1/2                    | 10.07.1932 Болонья       | Болонья                | 2:0     | Ферст Вієнна           |      |
| 16                     | 1932                   | 1/2                    | 17.07.1932 Відень        | Ферст Вієнна           | 1:0     | Болонья                |      |
| 17                     | 1933                   | 1/4                    | 26.06.1933 Відень        | Ферст Вієнна           | 1:0     | Амброзіана-Інтер       |      |
| 18                     | 1933                   | 1/4                    | 2.07.1933 Мілан          | Амброзіана-Інтер       | 4:0     | Ферст Вієнна           |      |
| 19                     | 1935                   | 1/8                    | 18.06.1935 Відень        | Ферст Вієнна           | 1:1     | Спарта (Прага)         |      |
| 20                     | 1935                   | 1/8                    | 22.06.1935 Мілан         | Спарта (Прага)         | 5:3     | Ферст Вієнна           |      |
| 21                     | 1936                   | 1/8                    | 20.06.1936 Будапешт      | Хунгарія (Будапешт)    | 0:2     | Ферст Вієнна           |      |
| 22                     | 1936                   | 1/8                    | 28.06.1936 Відень        | Ферст Вієнна           | 5:1     | Хунгарія (Будапешт)    |      |
| 23                     | 1936                   | 1/4                    | 5.07.1936 Відень         | Ферст Вієнна           | 2:0     | Амброзіана-Інтер       |      |
| 24                     | 1936                   | 1/4                    | 12.07.1936 Мілан         | Амброзіана-Інтер       | 4:1     | Ферст Вієнна           |      |
| 25                     | 1937                   | 1/8                    | 13.06.1937 Відень        | Ферст Вієнна           | 2:1     | Янг Фелловз            |      |
| 26                     | 1937                   | 1/8                    | 27.06.1937 Цюрих         | Янг Фелловз            | 1:0     | Ферст Вієнна           |      |
| 27                     | 1937                   | 1/8 перегравання       | 29.06.1937 Цюрих         | Янг Фелловз            | 0:2     | Ферст Вієнна           |      |
| 28                     | 1937                   | 1/4                    | 4.07.1937 Будапешт       | Ференцварош (Будапешт) | 2:1     | Ферст Вієнна           |      |
| 29                     | 1937                   | 1/4                    | 11.07.1937 Відень        | Ферст Вієнна           | 1:0     | Ференцварош (Будапешт) |      |
| 30                     | 1937                   | 1/4 перегравання       | 14.07.1937 Будапешт      | Ференцварош (Будапешт) | 2:1     | Ферст Вієнна           |      |
| Всього в Кубку Мітропи | Всього в Кубку Мітропи | Всього в Кубку Мітропи | Всього в Кубку Мітропи   | Всього в Кубку Мітропи | 30      |                        | 1    |